# Dialetto ligure coloniale
     + Figun (Alpes-Maritimes)
     + Figun (Var)
     Roiasco
     Tendasco (Roiasco)
     Brigasco (Roiasco)
     Monegasco
     Ligure coloniale (Bonifacio)

Parlate liguri in Francia e a Monaco
+ Figun (Alpes-Maritimes)
+ Figun (Var)
Roiasco
Tendasco (Roiasco)
Brigasco (Roiasco)
Monegasco
Ligure coloniale (Bonifacio)

Con il termine dialetto ligure coloniale è definito più generalmente l'insieme dei dialetti originati dalla lingua ligure diffusa dai coloni della Liguria soprattutto dal XII al XVIII secolo, durante la massima espansione della Repubblica di Genova (vd. colonie genovesi). In realtà la definizione al singolare è inesatta, dal momento che queste varietà sono o erano assai differenziate tra loro per data d'impianto, per evoluzione e perfino per provenienza, essendo originate da aree diverse della Liguria.
I dialetti liguri "coloniali" tuttora in uso sono:
- il dialetto bonifacino (bunifazzin), parlato a Bonifacio, non riconosciuto dallo stato francese;
- il tabarchino (tabarchin), parlato a Carloforte e a Calasetta in Sardegna, originalmente la varietà di coloni pegliesi che colonizzarono Tabarca (Tunisia) nel 1542, e che fu lingua commerciale in Tunisia fino alla fine del XIX secolo. È parlato in Sardegna da circa 15.000 persone. È riconosciuto come lingua comunale a Carloforte e Calasetta e come lingua minoritaria dalla regione Sardegna e dallo stato italiano. Nel 1768 una colonia tabarchina si installò prima ad Alicante e poi nell'isola di Nueva Tabarca in Spagna, il tabarchino a Nueva Tabarca si è estinto a fine '800.
- il monegasco (munegascu), frutto dell'esportazione di una varietà originaria della zona di Ventimiglia nella roccaforte di Monaco, dove la popolazione si insediò al seguito della famiglia Grimaldi nel XIII secolo. Malgrado la grave crisi nell'uso, al monegasco sono riconosciute prerogative di lingua nazionale.

Le caratteristiche comuni di questi dialetti sono:
- mantenimento, in maniera differenziata, di arcaismi scomparsi nel ligure moderno;
- esotismi presenti nel lessico (francesismi, in particolare parole di derivazione araba, sarda e italiana nel tabarchino, nonché di origine corsa nel bonifacino).

Sono estinti in epoca relativamente recente seguenti dialetti:
- il dialetto figun parlato in alcune località della Provenza orientale, originario della Diocesi di Albenga e frutto del ripopolamento a opera di coloni liguri di alcune località spopolate dalle pestilenze nel XV secolo. Ai primi del Novecento questa varietà era ancora parlata nei centri di Biot, Vallauris, Escragnolles e Mons: in quest'ultima località sopravvisse ancora per qualche decennio nel corso del Novecento.
- il genovese della Caleta o Catalan Bay a Gibilterra, frutto di un popolamento iniziato alla fine del XVII secolo e costantemente integrato da apporti provenienti dalla Liguria. Gli ultimi parlanti morirono alla fine degli anni Settanta del XX secolo.
- il tabarchino della Tunisia, parlato soprattutto a Tunisi, del quale si hanno notizie certe fino ai primi del Novecento.

Diverse varietà dialettali nel Mediterraneo occidentale si sono formate in seguito alla commistione di elementi liguri:
- Il dialetto dell'isola di Capraia, su base corso-toscana ma con elementi grammaticali e lessicali liguri dovuti alla dipendenza dell'isola dal governo genovese della Corsica e dalla sua appartenenza amministrativa alla Provincia di Genova fino al 1927.
- Il dialetto dell'isola La Maddalena in Sardegna, originato da una varietà corsa frammista col bonifacino, e successivamente (sec. XIX) esposta a un forte influsso diretto del genovese all'epoca della creazione dell'arsenale navale.
- Il dialetto di Aiaccio e quello di Calvi in Corsica dei quali è stata messa di recente in evidente la forte componente ligure occidentale e genovese. Non corrisponde al vero l'esistenza documentata di una varietà ligure coloniale a Calvi.
- Il dialetto llanito parlato a Gibilterra, frutto della commistione di inglese, spagnolo e in minor misura genovese; quest'ultima componente è particolarmente vistosa nella varietà di llanito parlata a Catalan Bay.
- Il dialetto chiotico parlato nell'isola di Chios in Grecia, a lungo colonia genovese, nel quale furono presenti numerosi elementi lessicali liguri; oggi tale varietà è di fatto estinta.

Componenti liguri variamente significative si riconoscono anche nel dialetto sassarese (soprattutto nelle varietà più esposte all'influenza genovese, quelle di Porto Torres e Stintino e Castelsardo), e nei dialetti altoitaliani o galloitalici della Sicilia e della Basilicata, le cui caratteristiche rimandano con ogni probabilità a fenomeni migratori provenienti dall'area montana della Liguria occidentale intorno al XII secolo e al  XIII secolo.
Il genovese è tuttora diffuso come lingua comunitaria in America Latina, soprattutto presso i folti gruppi di emigrati liguri presenti in Cile (Valparaíso, Viña del Mar), in Perù (Tacna, Callao) e Argentina (Buenos Aires e Arroyo Seco nei pressi di Rosario in Provincia di Santa Fe). Qui in particolare il genovese costituì un'importante isola linguistica urbana alla Boca, quartiere del porto di Buenos Aires, dai primi dell'Ottocento agli anni Cinquanta del XX secolo, contribuì alla formazione di varietà miste come il Cocoliche e gergali come il Lunfardo, e sussiste ancora in certi termini dello spagnolo del Río de la Plata.

## Galleria d'immagini

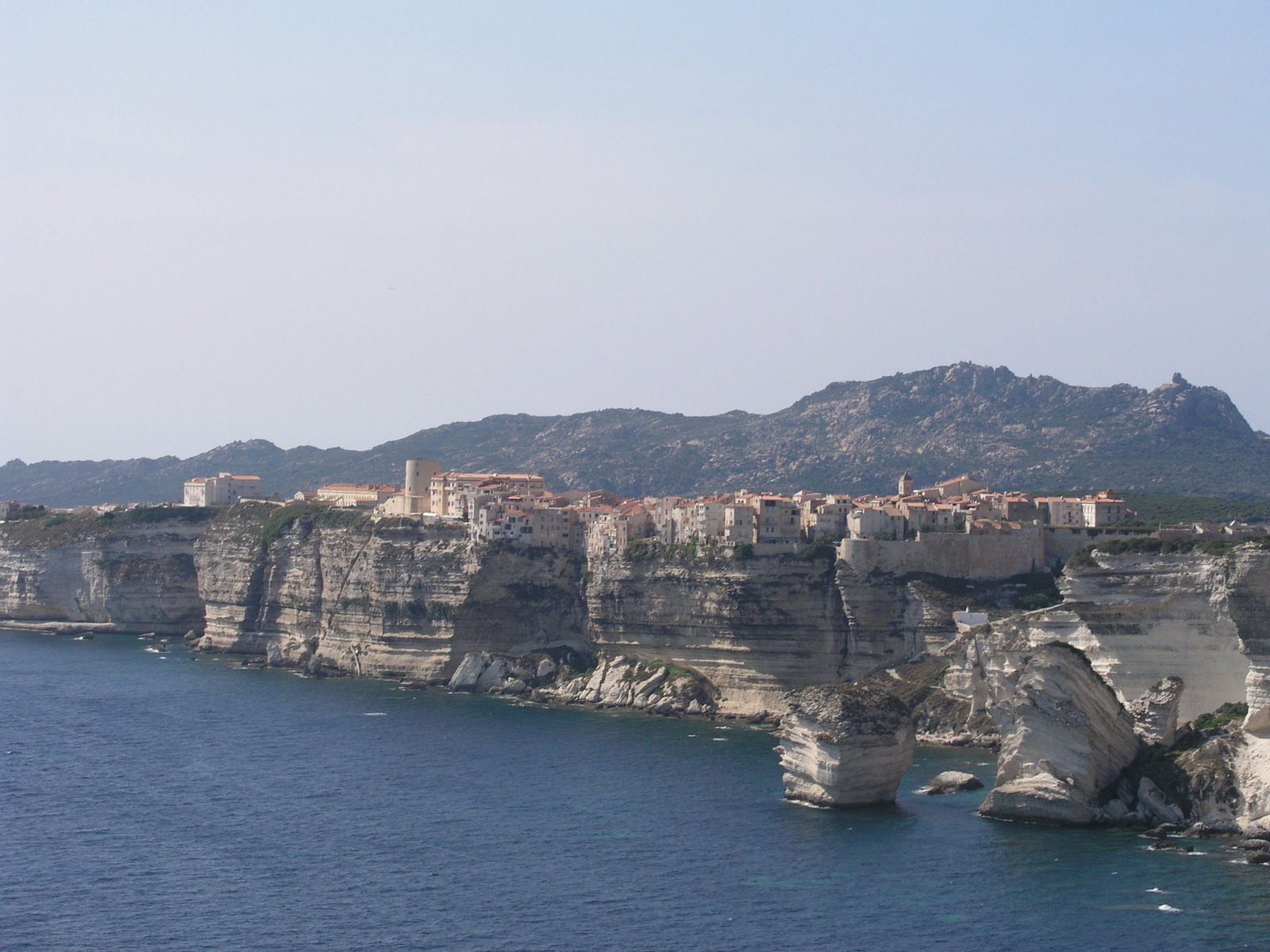
Bonifacio in Corsica
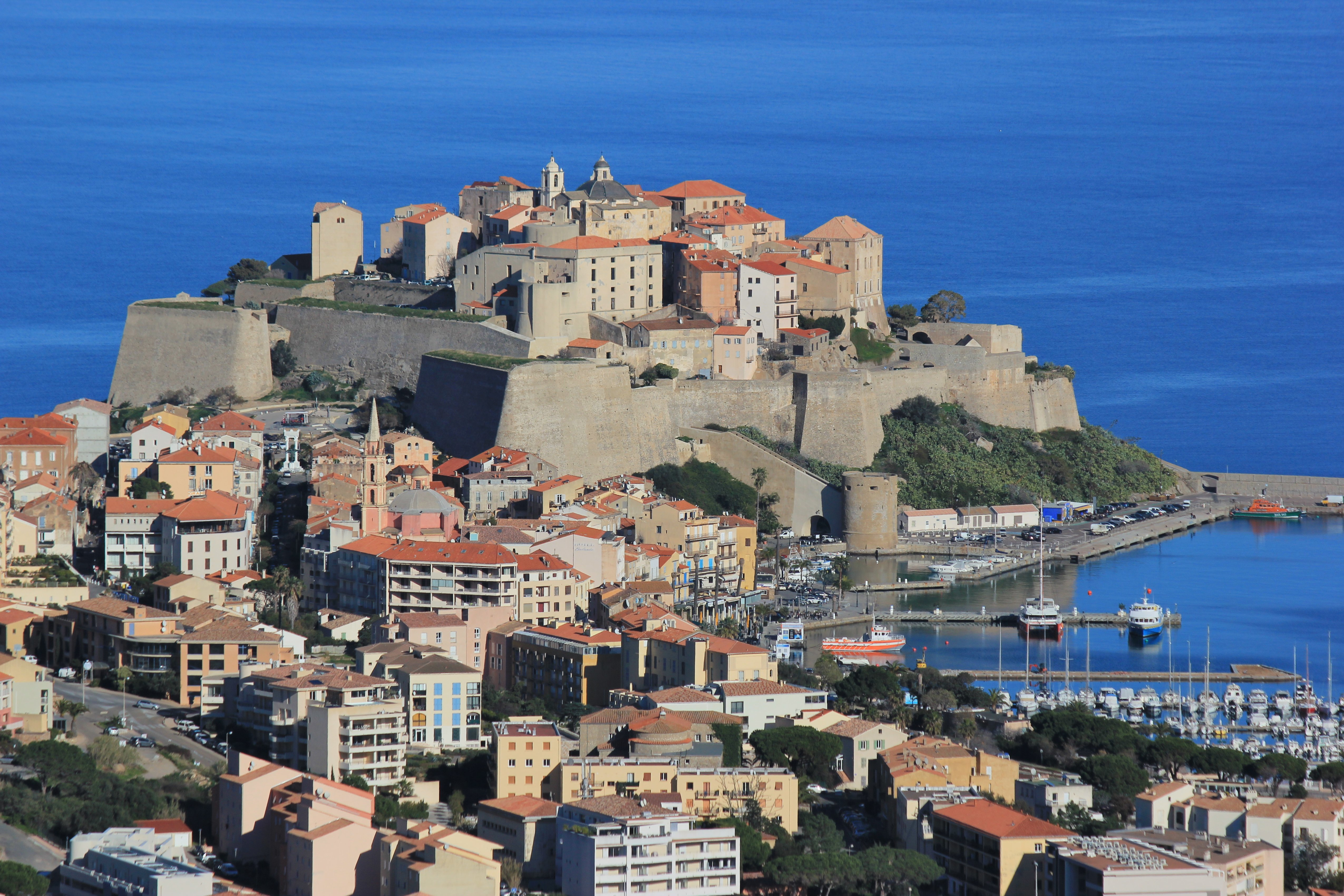
Calvi in Corsica
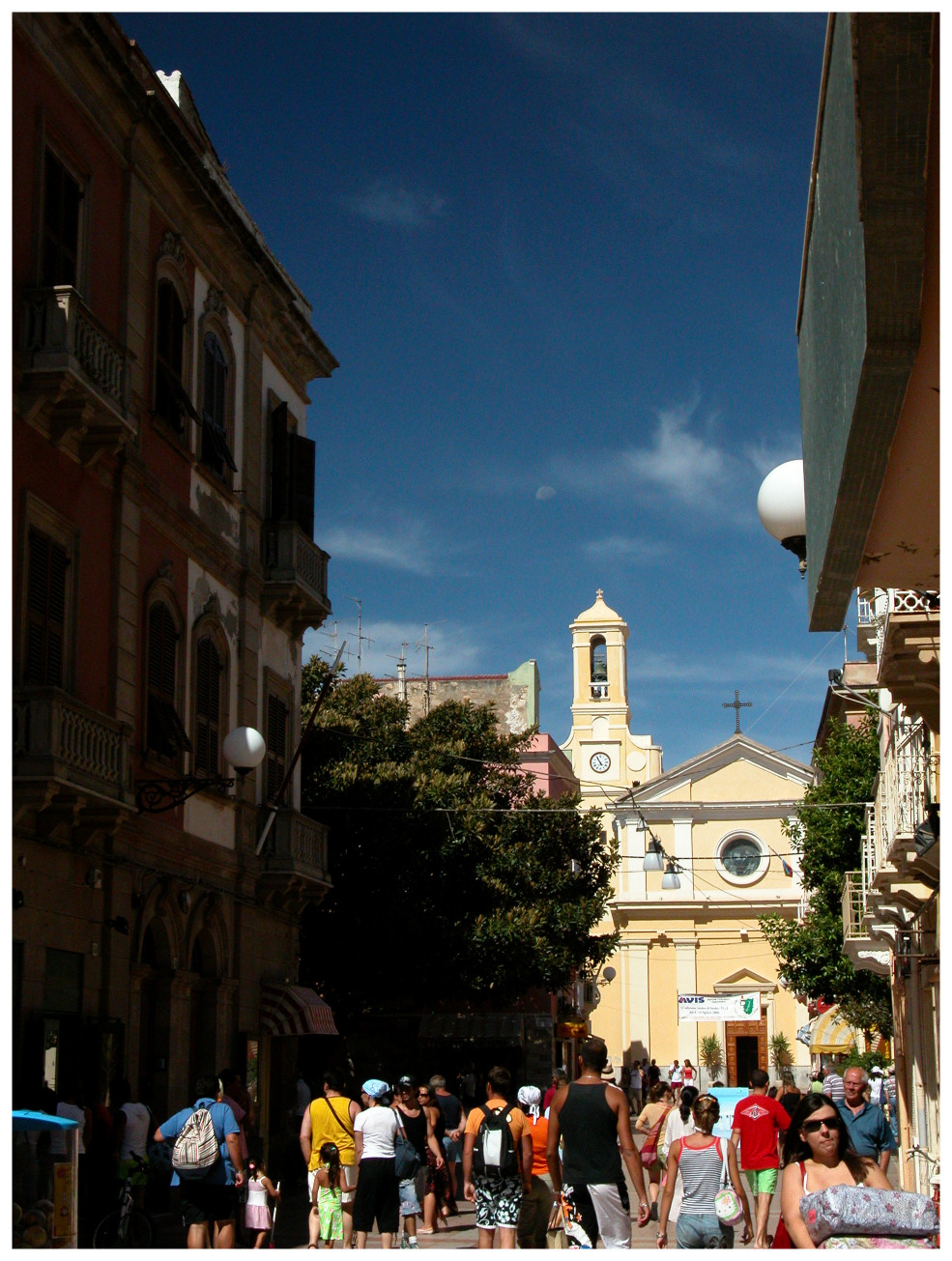
Carloforte in Sardegna nell'isola di San Pietro
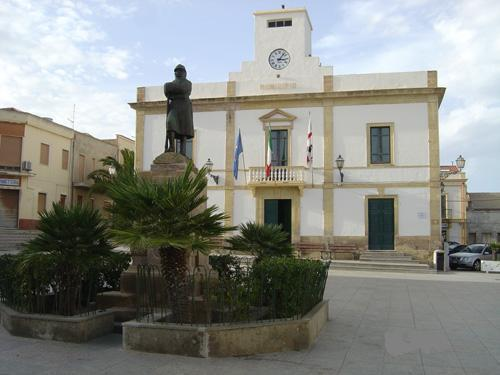
Piazza Belly a Calasetta in Sardegna nell'isola di Sant'Antioco
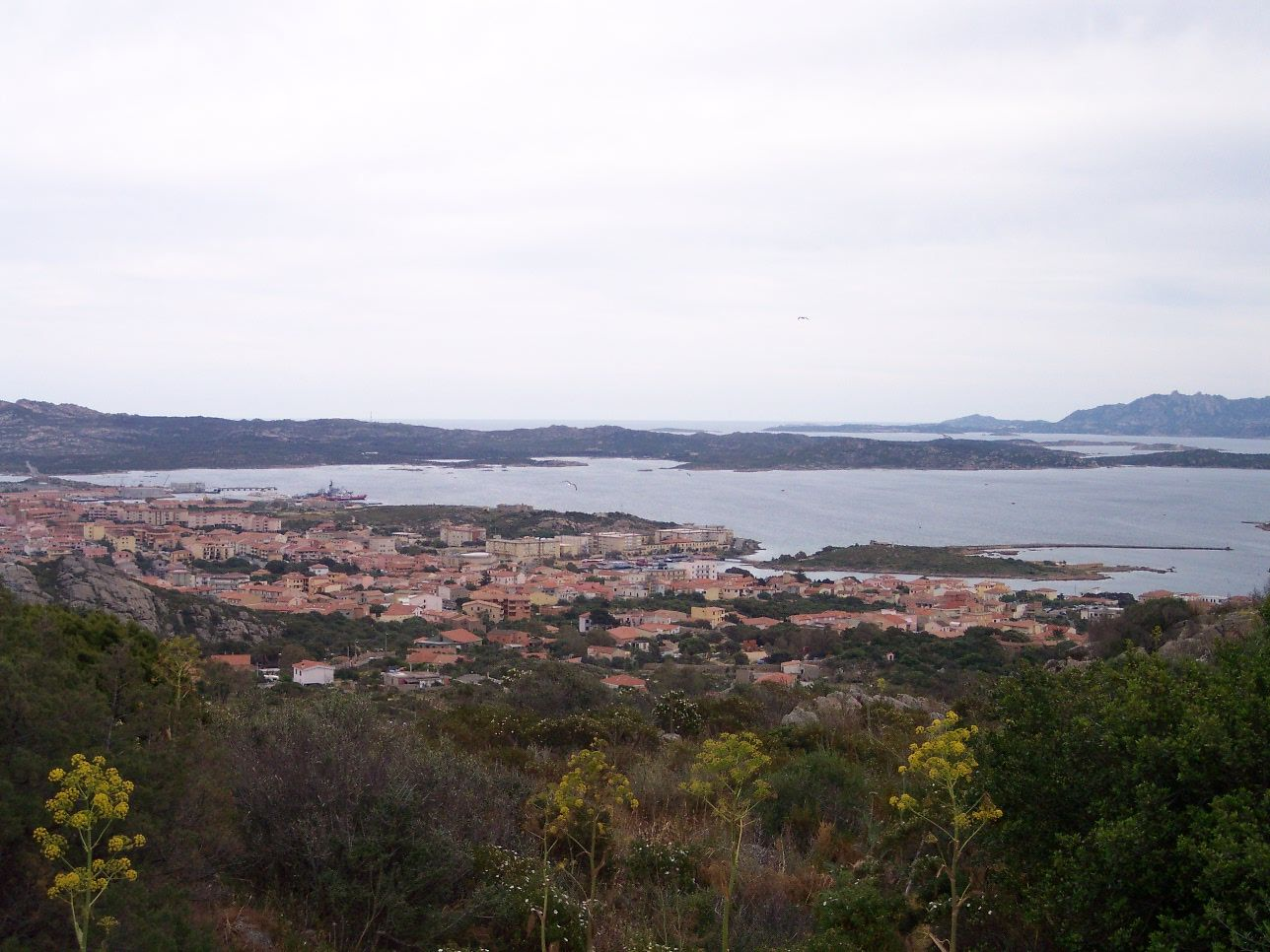
La Maddalena in Sardegna sull'isola omonima
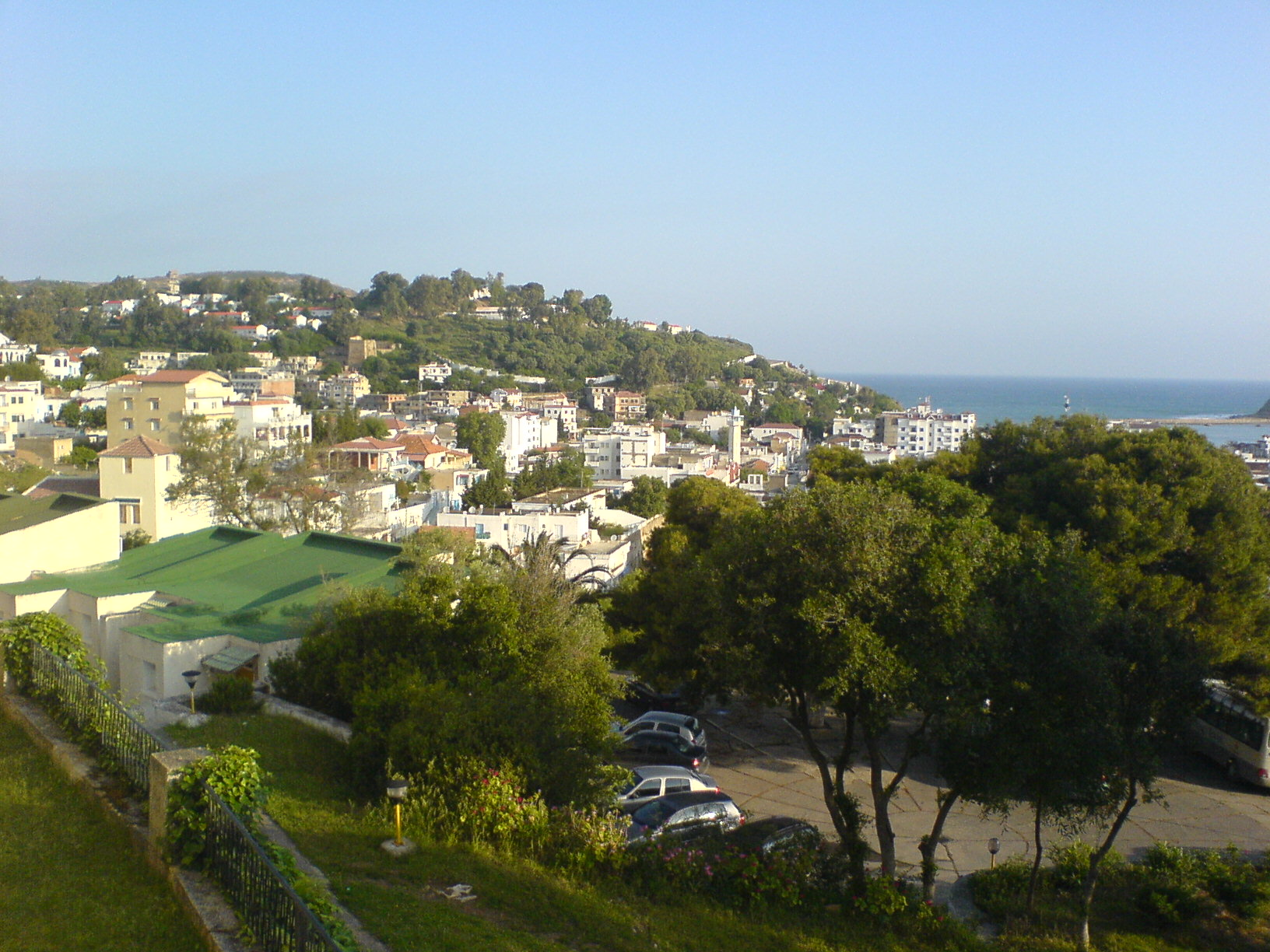
Tabarca in Tunisia
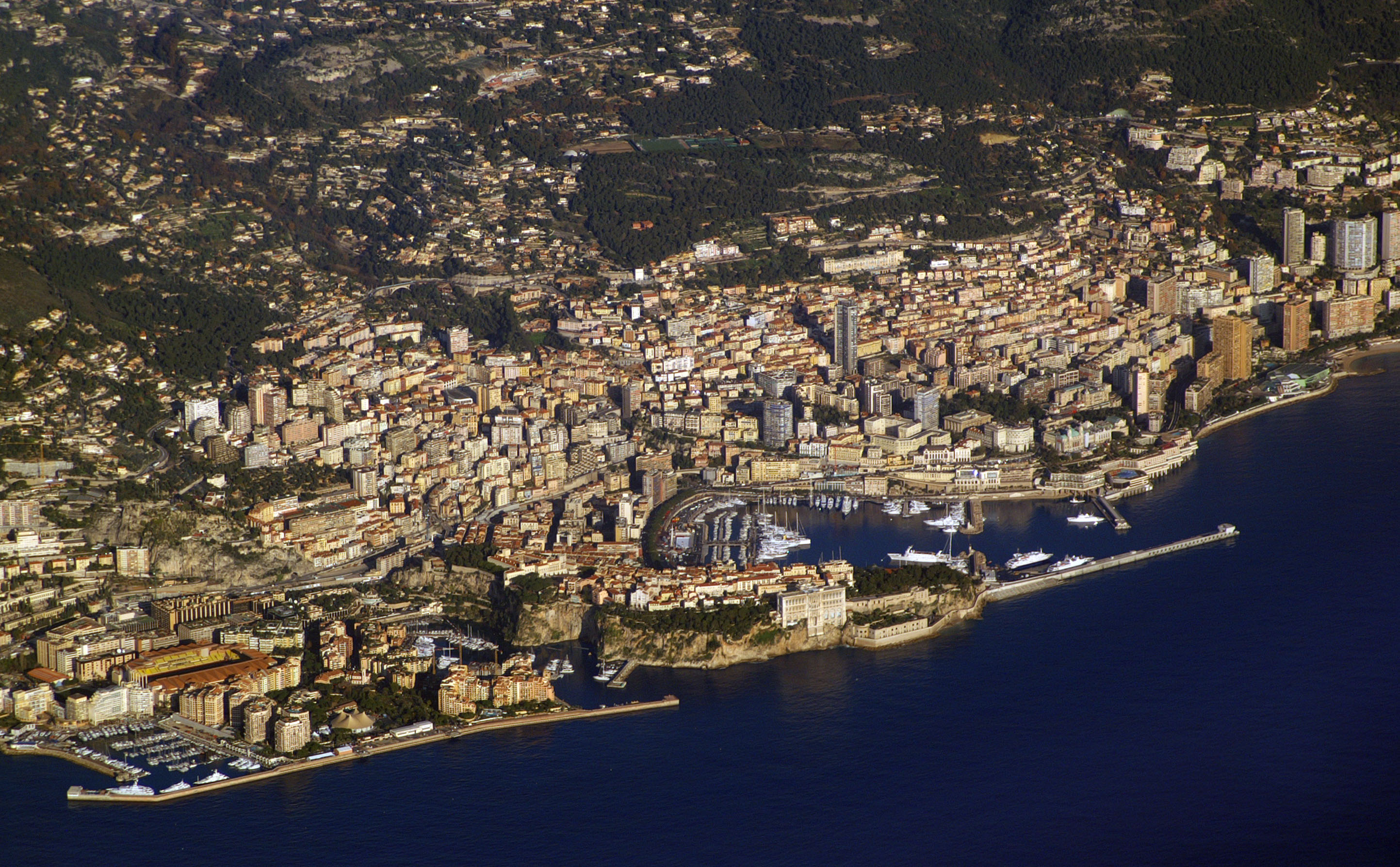
Il Principato di Monaco
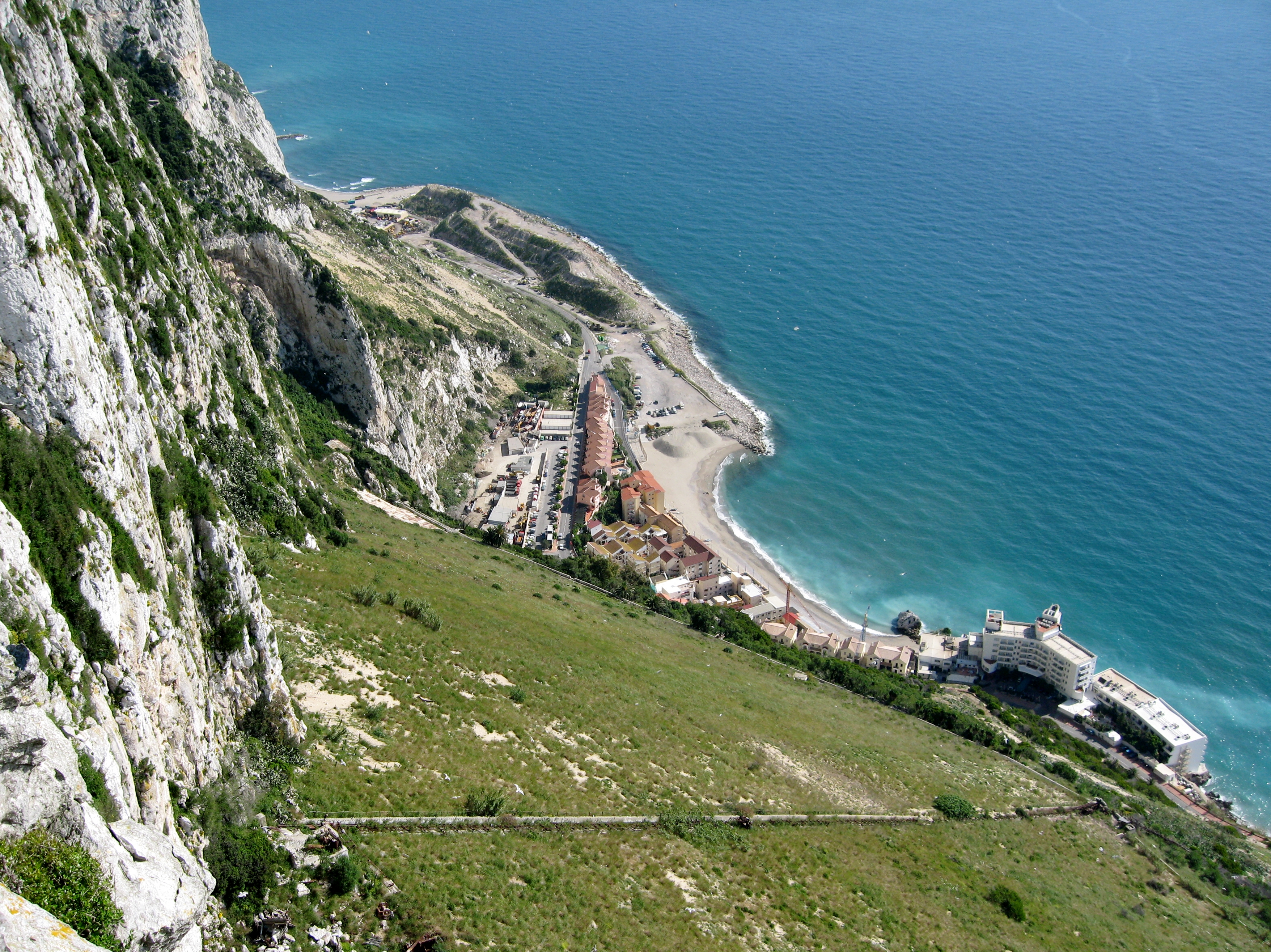
Catalan Bay a Gibilterra (Regno Unito)
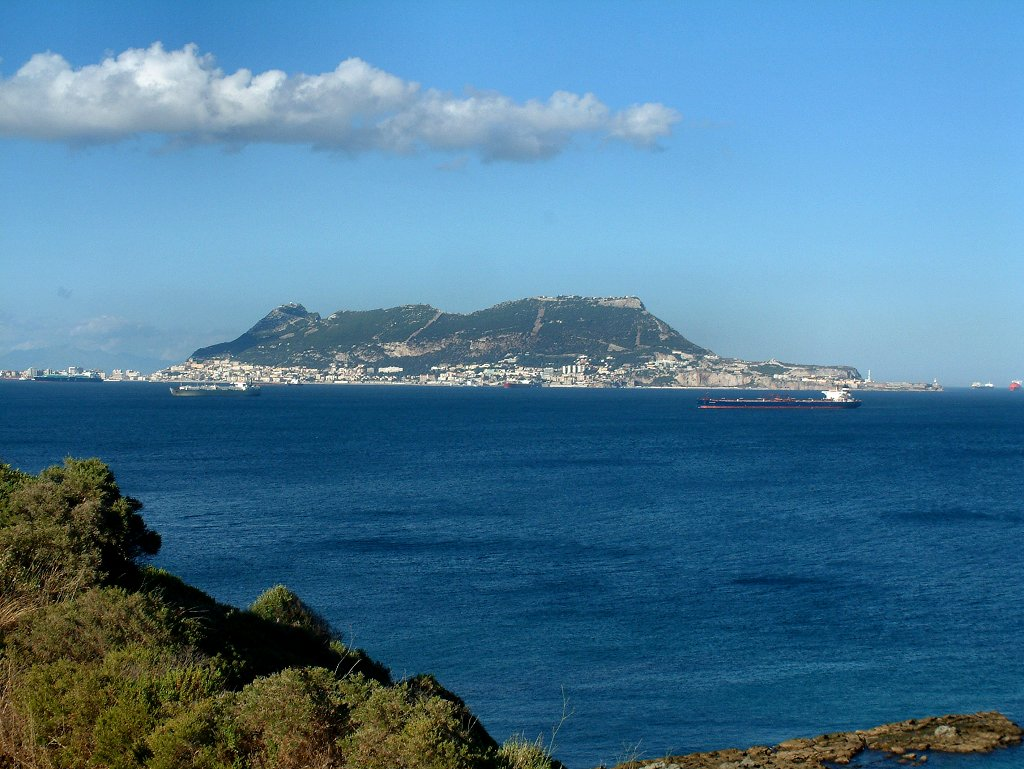
Gibilterra (Regno Unito)
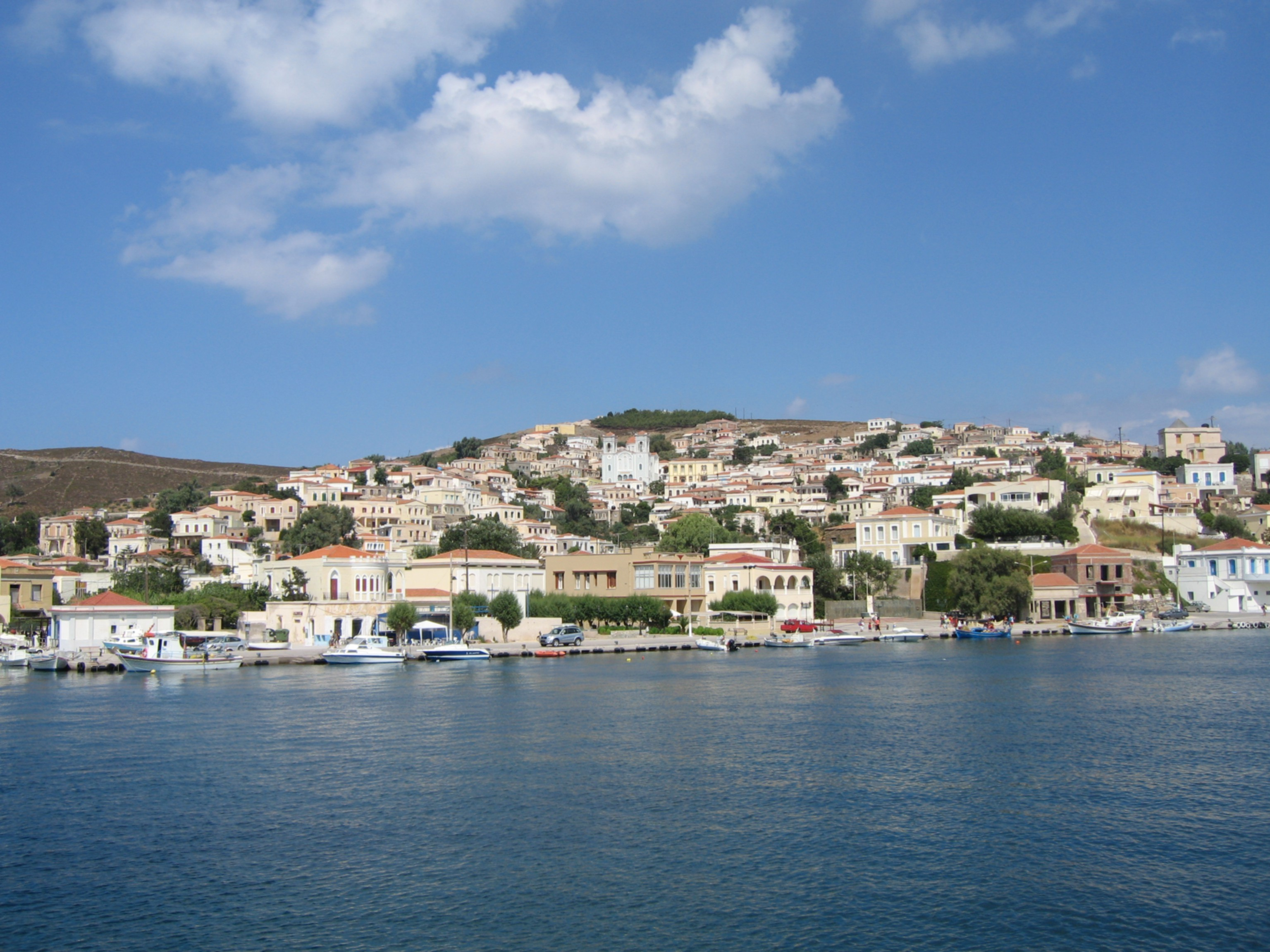
Il villaggio di Oinousses nell'isola di Chios (Grecia)